# 강혜종
강혜종는 대한민국 KBS의 현직 라디오 기상캐스터이다.

## 경력
- KBS 라디오 기상캐스터

## 방송

### 라디오
- KBS 제1라디오 매시 58분 날씨